# Малинівка (Червенський район, Рованичівська сільська рада)
Малинівка (біл. вёска Малінаўка) — село в складі Червенського району Мінської області, Білорусь. Село підпорядковане Рованичівській сільській раді, розташоване в центральній частині області.